# رونالد كار
رونالد كار (12 يناير 1938 - ) (بالإنجليزية: Ronald Carr)‏ هو لاعب كريكت جنوب أفريقي.